# Johnny Hates Jazz
Johnny Hates Jazz er et britisk sophisti-popband, der blev dannet i 1986 og består af Clark Datchler (en) (vokal og piano), Calvin Hayes (keyboard) og Mike Nocito (bas). Bandet blev opløst i 1992 og gendannet i 2009.

## Historie
Navnet stammer fra en ven, der ikke kunne lide jazz. Bandet fik sit gennembrud med singlen "Shattered Dreams" i 1987, der blev efterfulgt af albummet Turn Back the Clock året efter. Clark Datchler forlod bandet i slutningen af 1988. De to tilbageværende udgav i 1991 det andet album, Tall Stories, der imidlertid blev et flop, hvorefter bandet gik i opløsning.
Johnny Hates Jazz blev gendannet i 2009 og optrådte i sommeren 2010 på 80's Rewind Festival. På det tidspunkt arbejdede bandet - der nu bestod af Datchler og Nocito - på nyt materiale.

## Diskografi

### Album
- 1988 – Turn Back The Clock
- 1991 - Tall Stories
- 2013 - Magnetized
- 2020 - Wide Awake